# Catharina Schneider
Henrietta Catharina Luisa Schneider (em russo: Екатерина Адольфовна Шнейдер; trad. Ekaterina Adolʹfovna Shneyder; São Petersburgo, 20 de janeiro de 1856 – Perm, 4 de setembro de 1918) foi uma tutora alemã da corte do czar Nicolau II e da czarina Alexandra. Ela ensinou russo a Alexandra antes de seu casamento, assim como alguns anos antes havia ensinado russo à irmã da czarina, a grã-duquesa Isabel Feodorovna antes de seu casamento com o grão-duque Sérgio Alexandrovich da Rússia.
Catharina foi assassinada pelos bolcheviques em Perm no outono de 1918, juntamente com Anastasia Hendrikova, sua dama de companhia. Elas foram glorificadas como neomártires pela Igreja Ortodoxa Russa Fora da Rússia em novembro de 1981, apesar do fato de ela ser luterana.

## Biografia

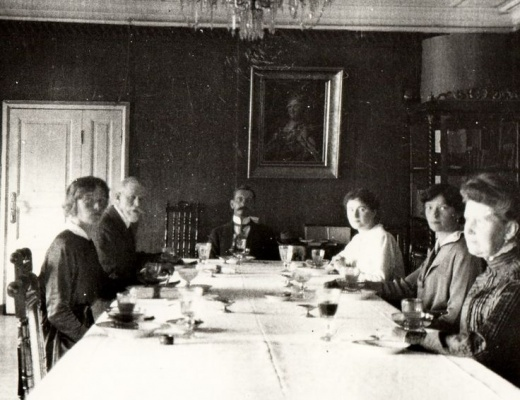
Olga e Tatiana Romanova, Ilya Tatishchev, Pierre Gilliard, Anastasia Hendrikova e Catherine Schneider em Tobolsk, c. 1918

Catharina Schneider, apelidada de "Trina", nasceu em São Petersburgo em uma família alemã báltica e era sobrinha do ex-médico imperial Dr. Hirsch. Seu pai era um conselheiro da corte. Um cortesão se lembrava dela como "infinitamente doce e de bom coração". Ela também era vitoriana afetada. Certa vez, ela se recusou a permitir que as quatro grã-duquesas encenassem uma peça porque continha a palavra "meias". Ela era uma admiradora da Imperatriz e a seguiu de bom grado para a prisão após a Revolução Russa de 1917, quando foi separada da família em Ecaterimburgo e presa por meses em Perm. Em setembro de 1918, Catharina e Anastasia Hendrikova, de trinta e um anos, foram levadas para uma floresta fora de Perm, ordenadas a marchar para a frente e foram mortas com uma coronha de rifle.
Os corpos de Schneider e Hendrikova foram recuperados pelo Exército Branco em maio de 1919, no entanto o local final de descanso fosse considerado desconhecido. No entanto, em 2020 foram exumados o que se alegavam serem os restos mortais e levados para estudo forense. Em 20 de maio de 2024, um anúncio foi feito, confirmando que os restos mortais eram de fato os de Catharina e Anastasia.